# Макиннерни, Тим
Тим МакИннерни (англ. Tim McInnerny; род. 18 сентября 1956) — английский актёр театра, кино и телевидения. В начале своей карьеры он был известен по своим ролям лорда Перси Перси и капитана Дарлинга в сериале «Чёрная Гадюка».

## Ранняя жизнь
МакИннерни родился 18 сентября 1956 года в Чидл-Хьюме, Чешире, Англии. Родители — Мэри Джоан (дев. Гиббинс) и Уильям Рональд МакИннерни. Он вырос в Чидл-Хьюме и Страуде, получил образование в школе Марлинг в Страуде и в колледже Уодэм, Оксфорд.

## Карьера
Наиболее известен благодаря роли лорда Перси Перси в «Чёрной Гадюке» в начале 1980-х годов. Он повторил свою роль в «Чёрной Гадюке II», но отказался сыграть её в третьем сериале из-за опасений, что  станет однотипным актёром, хотя он появился в качестве приглашённой звезды в одном эпизоде. В следующем году МакИннерни вернулся в четвёртую серию «Чёрной Гадюки» в роли капитана Дарлинга.
Он также появился в различных фильмах, среди которых «Уэзерби», «101 далматинец», где он воссоединился с коллегой по «Чёрной Гадюке» Хью Лори, и «Ноттинг-Хилл», сценарий к которому написал автор «Чёрной Гадюки» Ричард Кёртис. Он также исполнил небольшую, но важную роль Терри Шилдса, парня Эммы Крэйвен, в прославленном сериале BBC «На краю тьмы» (1985). В 2016 году МакИннерни присоединился к актёрскому составу сериала HBO «Игра престолов» в шестом сезоне в роли лорда Робетта Гловера.
Принимал участие в съёмках и озвучивании более 90 фильмов.

### Театр
Помимо телевидения МакИннерни также работает в театре. Он сыграл доктора Фрэнка-н-Фуртера в постановке 1990 года «Шоу ужасов Рокки» в театре Вест-Энда. Он также появился в пьесе «Правда» вместе с Энтони Хопкинсом. Летом 2007 года он исполнил роль Яго в постановке Шекспировского Глобуса «Отелло» в Лондоне.

### Радио
В 2004 году он озвучил Одиссея в аудио-адаптации BBC «Одиссея» от Саймона Армитиджа.
В 2010 году он озвучил Тиберия в радиопостановке «Я, Клавдий».

## Фильмография

### Кино
| Год  | Название                              | Ориг. название            | Роль              | Примечания |
| ---- | ------------------------------------- | ------------------------- | ----------------- | ---------- |
| 1985 | Уэзерби                               | Wetherby                  | Джон Морган       |            |
| 1989 | Эрик-викинг                           | Erik the Viking           | Свен-берсерк      |            |
| 1995 | Ричард III                            | Richard III               | Уильям Кейтсби    |            |
| 1996 | 101 далматинец                        | 101 Dalmatians            | Алонзо            |            |
| 1996 | Екатерина Великая                     | Catherine the Great       | сумасшедший монах |            |
| 1999 | Аферист                               | Rogue Trader              | Тони Хоус         |            |
| 1999 | Ноттинг-Хилл                          | Notting Hill              | Макс              |            |
| 2000 | 102 далматинца                        | 102 Dalmatians            | Алонзо            |            |
| 2001 | Новое платье императора               | The Emperor's New Clothes | доктор Ламберт    |            |
| 2005 | Казанова                              | Casanova                  | дож               |            |
| 2006 | Изоляция                              | Severance                 | Ричард            |            |
| 2007 | Короли аферы                          | Save Angel Hope           | Бакман            |            |
| 2008 | Любовница Дьявола: Унесённые страстью | The Devil's Whore         | Джолифф           |            |
| 2010 | Чёрная смерть                         | Black Death               | Хоб               |            |
| 2011 | Агент Джонни Инглиш: Перезагрузка     | Johnny English Reborn     | Пэтч Куотермэйн   |            |
| 2014 | Страховщик                            | Automata                  | Вернон Конуэй     |            |
| 2015 | Призраки: Лучшая участь               | Spooks: The Greater Good  | Оливер Мейс       |            |
| 2016 | Сила воли                             | Race                      | генерал Чарльз    |            |
| 2016 | Эдди «Орёл»                           | Eddie The Eagle           | Таргет            |            |
| 2017 | Гиппопотам                            | The Hippopotamus          | Оливер Миллс      |            |
| 2018 | Иногда. Всегда. Никогда               | Sometimes Always Never    | Артур             |            |
| 2018 | Петерлоо                              | Peterloo                  | Джон Найт         |            |
| 2024 | Гладиатор 2                           | Gladiator 2               | сенатор Фракс     |            |

### Телевидение
| Год       | Название                        | Ориг. название                     | Роль                                               | Примечания                                                                          |
| --------- | ------------------------------- | ---------------------------------- | -------------------------------------------------- | ----------------------------------------------------------------------------------- |
| 1983      | Чёрная Гадюка                   | The Black Adder                    | лорд Перси Перси                                   |                                                                                     |
| 1984      | Приключения Шерлока Холмса      | The Adventures of Sherlock Holmes  | Джон Клэй Винсент Сполдинг                         | Эпизод: «The Red-Headed League»                                                     |
| 1985      | На краю тьмы                    | Edge of Darkness                   | Терри Шилдс                                        |                                                                                     |
| 1986      | Чёрная Гадюка II                | Blackadder II                      | лорд Перси Перси                                   |                                                                                     |
| 1987      | Чёрная Гадюка 3                 | Blackadder the Third               | Топпер Алый Первоцвет                              | Эпизод: «Nob and Nobility»                                                          |
| 1989      | Чёрная Гадюка 4                 | Blackadder Goes Forth              | капитан Кевин Дарлинг                              |                                                                                     |
| 1993      | Хроники молодого Индианы Джонса | The Young Indiana Jones Chronicles | Франц Кафка                                        | Эпизод: «Prague, August 1917»                                                       |
| 1999      | Чёрная Гадюка туда-сюда         | Blackadder: Back and Forth         | Архидиакон Дарлинг Герцог Дарлинг Лё Дюк де Дарлин |                                                                                     |
| 1999      | Порок                           | The Vice                           | Макс Уилсон                                        | Эпизод: «Sons» (Части 1 и 2)                                                        |
| 2000      | Чудотворец                      | The Miracle Maker                  | Варавва                                            | озвучка                                                                             |
| 2004      | Призраки                        | Spooks                             | Оливер Мейс                                        |                                                                                     |
| 2004      | Мисс Марпл Агаты Кристи         | Agatha Christie's Marple           | преподобный Леонард Клемент                        |                                                                                     |
| 2004      | Заговор против короны           | Gunpowder, Treason & Plot          | Сесил                                              |                                                                                     |
| 2006      | Линия красоты                   | The Line of Beauty                 | Джеральд Федден                                    | мини-сериал                                                                         |
| 2008      | Доктор Кто                      | Doctor Who                         | Кляйнмен Холпен                                    | Эпизод: «Planet of the Ood»                                                         |
| 2009      | Виртуозы                        | Hustle                             | судья Энтони Кент                                  |                                                                                     |
| 2009      | Инспектор Джордж Джентли        | Inspector George Gently            | Джеффри Першор                                     | Эпизод: «Gently Through the Mill»                                                   |
| 2010      | Убийства в Мидсомере            | Midsomer Murders                   | Хью Дэглиш                                         |                                                                                     |
| 2011      | Закон и порядок: Лондон         | Law & Order: UK                    | Саймон Беннетт                                     | Эпизод: «Haunted»                                                                   |
| 2011      | Двадцать двенадцать             | Twenty Twelve                      | Тони Уорд                                          | Эпизод #1.6                                                                         |
| 2011      | Ферма тел                       | The Body Farm                      | Ричард Уорнер                                      | Эпизод: «You've Got Visitors»                                                       |
| 2011-2012 | Новые трюки                     | New Tricks                         | Стивен Фишер                                       | Эпизоды: «The Gentleman That Vanished», «A Death in the Family» и «Part of a Whole» |
| 2014      | Чужестранка                     | Outlander                          | отец Бэйн                                          |                                                                                     |
| 2014      | Утопия                          | Utopia                             | Эйри Нив                                           | Эпизод: «Episode 1»                                                                 |
| 2014      | Мальчик в платье                | The Boy in the Dress               | мистер Хоторн                                      |                                                                                     |
| 2016      | Шерлок                          | Sherlock                           | Юстас Кармайкл                                     | Эпизод: «The Abominable Bride»                                                      |
| 2016      | Гудини и Дойл                   | Houdini and Doyle                  | Гораций Мерринг                                    | Эпизоды: «#1», «#2», «#8»                                                           |
| 2016      | Игра престолов                  | Game of Thrones                    | Робетт Гловер                                      | Эпизоды: «The Broken Man», «The Winds of Winter»                                    |

### Радио
| Год  | Название    | Ориг. название | Роль      | Примечания |
| ---- | ----------- | -------------- | --------- | ---------- |
| 2013 | Безудержный | Headlong       | Тони Чёрт |            |